# 高校之神
《高校之神》（韓語：갓 오브 하이 스쿨），朴溶濟所著的韓國漫畫，由2011年4月8日於LINE Webtoon連載至今。2015年，獲改編為手機遊戲，國際版於2019年12月25日上線。2020年，獲改編為日本電視動畫，由MAPPA製作，由2020年7月6日起於AT-X與東京都會電視台首播。
故事講述自稱為最強高中生的陳毛利，被邀請參加決勝出全世界最強高中生的大賽「高校之神」，並在與世界及異界的高手過招中成長。

## 登場角色

### 主要人物
- 陳毛利
遊戲聲優：松岡禎丞（高校之神）、橘龍丸（英雄神鬪曲）［日本］
動畫聲優：橘龍丸、佐藤花（幼時）［日本］；蔣鐵城、葉又菁（幼時）［台灣］
- 韓大偉
遊戲聲優：江口拓也（高校之神）、熊谷健太郎（英雄神鬪曲）［日本］
動畫聲優：熊谷健太郎［日本］；陳彥鈞［台灣］
- 劉美羅
遊戲聲優：小松未可子（高校之神）、大橋彩香（英雄神鬪曲）［日本］
動畫聲優：大橋彩香［日本］；穆宣名［台灣］

### 「高校之神」首都圈大賽

#### 參賽者
- 高甘道
遊戲聲優：藤野拓海［日本］
動畫聲優：吉野裕行［日本］；陳彥鈞［台灣］
- 麻美善
遊戲聲優：桑谷夏子［日本］
動畫聲優：甲斐田裕子［日本］；陳貞伃［台灣］
- 白勝哲
遊戲聲優：阿部敦［日本］
動畫聲優：內田夕夜［日本］；賈文安［台灣］
- 姜萬石
遊戲聲優：伊丸岡篤［日本］
動畫聲優：杉田智和［日本］；張騰［台灣］
- 邊財熙
遊戲聲優：松本忍［日本］
動畫聲優：梶川翔平［日本］；張騰［台灣］
- 劉尚民
- 韓大哲
動畫聲優：木內太郎［日本］
- 于全真
動畫聲優：木田祐［日本］
- The Beast
動畫聲優：平井貴大［日本］
- YES MAN
動畫聲優：大西弘祐［日本］
- 全能卒
- 吳聖男
- 金成敏
- 羅基成
- 李道樂
- 車道里
- 羅山水
- 羅財福

#### 參賽者相關
- 于勝泰
動畫聲優：天崎滉平［日本］；江志倫［台灣］
- 于盛美
動畫聲優：中田沙奈枝［日本］；葉又菁［台灣］
- 劉美羅的父親
動畫聲優：田所陽向［日本］；張騰［台灣］
- 劉獨椿
動畫聲優：藤原啓治［日本］；張騰［台灣］
- 劉秀美
動畫聲優：釘宮理惠［日本］；林沛笭［台灣］
- 徐敏書
- 崔武植

### 「高校之神」全國大賽

#### 全羅南道隊
- 朴一表
遊戲聲優：浪川大輔（高校之神）、內山昂輝（英雄神鬪曲）［日本］
動畫聲優：內山昂輝、藤原夏海（幼時）［日本］；宋昱璁、穆宣名（幼時）［台灣］
- 朴勝雅
遊戲聲優：松浦知惠［日本］
動畫聲優：佐倉綾音［日本］；葉又菁［台灣］
- 柳賢福
遊戲聲優：三好晃祐［日本］
動畫聲優：菅原雅芳［日本］；陳彥鈞［台灣］

#### 慶尚南道隊
- 諸葛澤
遊戲聲優：津田健次郎［日本］
動畫聲優：津田健次郎、伊瀬茉莉也（幼時）［日本］；張騰、穆宣名（幼時）［台灣］
- 馬寶羅
遊戲聲優：高野麻里佳［日本］
動畫聲優：釘宮理惠［日本］；穆宣名［台灣］
- 太白浩
遊戲聲優：坂卷學［日本］

#### 全羅北道隊
- 全奏曲
遊戲聲優：田丸篤志［日本］
動畫聲優：山中真尋［日本］；張騰［台灣］
- 李香丹
遊戲聲優：松嵜麗［日本］
動畫聲優：白兔夕季［日本］；穆宣名［台灣］
- 許日善
遊戲聲優：小市真琴［日本］

#### 忠清北道隊
- 陳品光
遊戲聲優：最上嗣生［日本］
動畫聲優：岩崎征實［日本］；江志倫［台灣］
- 張薔薇
遊戲聲優：今井麻美［日本］
動畫聲優：小林優［日本］；葉又菁［台灣］
- 羅基東
遊戲聲優：奥村翔［日本］
動畫聲優：井上剛［日本］；陳彥鈞［台灣］

#### 忠清南道隊
- 鬼基
遊戲聲優：西谷亮［日本］
動畫聲優：永塚拓馬［日本］；江志倫［台灣］
- 南宮道
遊戲聲優：山本祥太［日本］
動畫聲優：藤沼建人［日本］；蔣鐵城［台灣］
- 車錫宇
遊戲聲優：丸高大知［日本］
動畫聲優：不明［日本］；宋昱璁［台灣］

#### 濟州島隊
- 羅漢成
遊戲聲優：千葉一伸［日本］
動畫聲優：野村勝人［日本］；張騰［台灣］
- 李馬林
遊戲聲優：岩中睦樹［日本］
動畫聲優：丸山直美［日本］；宋昱璁［台灣］
- 明文岱
遊戲聲優：後藤浩輝［日本］

#### 慶尚北道隊
- 多奈渦
遊戲聲優：市來光弘［日本］
- 韓頌伊
遊戲聲優：高尾雪［日本］
- 方程軾

#### 江原道隊
- 禹健兒
遊戲聲優：根塚良［日本］
- 巨大韓
遊戲聲優：坂卷學［日本］
- 池華子
遊戲聲優：高尾雪［日本］

#### 參賽者相關
- 朴勝妍
動畫聲優：小松奈生子［日本］；穆宣名［台灣］
- 咸秀吉
- 李東樹
- 許璟蘭
動畫聲優：甲斐田幸［日本］

### 「高校之神」營運本部

#### 裁判
- 執行委員P
遊戲聲優：高橋智秋［日本］
動畫聲優：田野麻美［日本］；葉又菁［台灣］
- 執行委員O
遊戲聲優：吉野裕行［日本］
動畫聲優：甲斐田幸［日本］；穆宣名［台灣］
- 執行委員Q
遊戲聲優：小西克幸［日本］
動畫聲優：濱田賢二［日本］；陳彥鈞［台灣］
- 執行委員R
遊戲聲優：間島淳司［日本］
動畫聲優：小林親弘［日本］；張騰［台灣］
- 執行委員S
遊戲聲優：新垣樽助［日本］
動畫聲優：木內太郎［日本］；江志倫［台灣］
- 執行委員B
遊戲聲優：大川透［日本］
- 執行委員C

#### 主持人
- 執行委員T
遊戲聲優：小野坂昌也［日本］
動畫聲優：關智一［日本］；江志倫［台灣］
- 執行委員X
遊戲聲優：白石稔［日本］
動畫聲優：關智一［日本］；江志倫［台灣］

#### 護士
- 敘兒•邁雅
遊戲聲優：遠藤祐里香［日本］
動畫聲優：小林優［日本］；葉又菁［台灣］
- 莎伊
遊戲聲優：戶田惠［日本］
動畫聲優：見波咲空［日本］；穆宣名［台灣］

### THE SIX
- 朴武真
遊戲聲優：岩田光央［日本］
動畫聲優：浪川大輔［日本］；蔣鐵城［台灣］
- 羅峰針
遊戲聲優：大木民夫［日本］
動畫聲優：堀內賢雄［日本］；江志倫［台灣］
- 全財山
遊戲聲優：森田順平［日本］
動畫聲優：土師孝也［日本］；蔣鐵城［台灣］
- 徐閑良
遊戲聲優：利根健太朗［日本］
動畫聲優：安元洋貴［日本］；宋昱璁［台灣］
- 金熊女
遊戲聲優：冰上恭子［日本］
動畫聲優：朴璐美［日本］；葉又菁［台灣］
- 金斗植
- 文昌舟

### 政府

#### 白虎部隊
- 陳太晨
遊戲聲優：寺杣昌紀［日本］
動畫聲優：山路和弘［日本］；陳彥鈞［台灣］
- 朴一泰
- 李金道
- 李銀道
- 趙德培
- 南宮賢
- 崔道夏

#### 北朝鮮軍
- 李秀赫
- 文春植

### Nox（諾克斯）

#### 主教
- 常萬德
遊戲聲優：下野紘［日本］
動畫聲優：內田雄馬［日本］；江志倫［台灣］
- 李秀珍
遊戲聲優：秦佐和子（高校之神）、冰青（英雄神鬪曲）［日本］
動畫聲優：岬優花［日本］；葉又菁［台灣］
- 拜倫
- 羅馬里奧
- 蕭天

#### 神父
- 德雷克•麥當勞
遊戲聲優：茂木孝允［日本］
動畫聲優：檜山修之［日本］；張騰［台灣］
- 埃斯利•伊凡諾維琪
遊戲聲優：河西健吾［日本］
動畫聲優：鈴木達央［日本］；蔣鐵城［台灣］
- 賽頓
遊戲聲優：五十嵐裕美［日本］
動畫聲優：村川梨衣［日本］；林沛笭［台灣］

#### 信徒
- 吳晟真
遊戲聲優：濱田賢二［日本］
動畫聲優：三木眞一郎［日本］；陳彥鈞［台灣］
- 飛龍
遊戲聲優：村田太志［日本］
動畫聲優：三木眞一郎［日本］；宋昱璁［台灣］

### 妖魔
- 齊天大聖
遊戲聲優：松岡禎丞 （高校之神）、橘龍丸（英雄神鬪曲）［日本］
動畫聲優：橘龍丸［日本］；蔣鐵城［台灣］
- 九尾狐
- 牛魔王
遊戲聲優：加隈亞衣（高校之神）、原奈津子（英雄神鬪曲）［日本］

### 神
- 玉皇

## 小說
由Bloody執筆的外傳小說《高校之神 - 日蝕》，在Naver Novel上從2015年4月2日開始連載，並於2016年7月28日完結。
故事講述自許為江原道最強，卻沒有被邀請參賽「高校之神」的高中生強大俠，於失意之下加入了非正式借力師集團「影子」，並在「高校之神」大賽如火如荼地舉行的背地裡與諾克斯和其他強敵進行暗中的殊死戰。

## 遊戲

### 王牌對決
來自《高校之神》的數名人物，從2013年起在線上遊戲《王牌對決》裡以客串角色出場。

### 高校之神
由YD Online開發的角色扮演型手機遊戲《高校之神》，從2015年5月21日起開始運作。現時已經由Woncomz營運國內版，國際版則由PangSky來代理。

遊戲內容主要為玩家藉由指揮手上擁有的角色所組成的團隊來打敗關卡的敵人以推進故事發展，並繼而獲得新的角色、裝備、物品、金錢等報酬。

### G.O.H 高校之神
由SN Games開發的平面清版動作型手機遊戲《G.O.H 高校之神》，從2016年7月19日起開始運作。現在由NHN Entertainment Corp.擔任開發營運。

遊戲內容主要為玩家藉由控制和指揮手上擁有的角色來打敗關卡的敵人以推進故事發展，並繼而獲得新的角色、裝束、物品、金錢等報酬。

### 英雄神鬪曲
來自《高校之神》的多名人物，在2019年推出的手機遊戲《英雄神鬪曲》裡以穿越角色出場。

## 電視動畫
電視動畫《高校之神》2020年7月6日起在日本AT-X與東京都會電視台開播。官方於同年6月17日釋出了新的主視覺圖與宣傳影片。參與電視動畫演出的聲優有橘龍丸、熊谷健太郎、大橋彩香、浪川大輔、杉田智和等，監督為朴性厚，動畫公司是MAPPA，片頭曲為KSUKE的《Contradiction (feat. Tyler Carter)》，片尾曲為CIX的《WIN》。

### 製作人員
- 原作：Yongje Park（LINE連載漫畫）
- 監督：朴性厚
- 系列構成：吉村清子
- 角色設計：秋田學
- 美術監督：岩谷邦子、西口早智子
- 色彩設計：忽那亞美
- 攝影監督：淺川茂輝
- 編輯：相原聰
- 音樂：桶狹間有沙
- 音響監督：小泉紀介
- 音響效果：中野勝博
- 音樂製作人：小林健樹
- 動畫製作：MAPPA
- 企劃監製：SOLA ENTERTAINMENT
- 製作：Crunchyroll Production

### 各話列表
| 話數 | 標題            | 劇本     | 分鏡           | 演出                  | 作畫監督                                                                                 | 總作畫監督           |
| ---- | --------------- | -------- | -------------- | --------------------- | ---------------------------------------------------------------------------------------- | -------------------- |
| #01  | set up/stand up | 吉村清子 | 朴性厚         | 朴性厚                | 朴性厚、佐野誉幸、齊藤美香、金濟亨                                                       | 秋田學               |
| #02  | renewal/soul    | 村越繁   | 朴性厚         | 赤井方尚              | 赤井方尚、岸香織、張丹妮、高乗陽子、齊藤美香、津幡佳明                                   | 秋田學               |
| #03  | wisdom/kingdom  | 金田一明 | 有澤寛、朴性厚 | 下司泰弘              | 張丹妮、岸香織、高乗陽子、齊藤美香、佐野譽幸、鎌田均                                     | 秋田學               |
| #04  | marriage/bonds  | 金谷沙織 | 西澤千惠       | 西澤千惠              | 佐野譽幸、高田陽介、伊藤瑞希、津幡佳明                                                   | 高原修司、西澤千惠   |
| #05  | ronde/hound     | 吉村清子 | 朴性厚         | 朴性厚                | 秋田學、朴性厚、和田伸一、佐野譽幸                                                       | 秋田學               |
| #06  | fear/SIX        | 吉村清子 | 朴性厚         | 岡本泰知、Park Si-hoo | Song Jin-hee、Woo Jin-woo、Han Eun-mi、ang-mi、Kim Myeong-hui、木村友紀                  | 高原修司、石井百合子 |
| #07  | anima/force     | 金田一明 | 朴性厚         | 赤井方尚              | 赤井方尚、秋田學、佐野譽幸、岸香織、張丹妮、高乘陽子、村長由紀                           | 秋田學               |
| #08  | close/friend    | 村越繁   | 西澤千惠       | 大槻一惠              | 西澤千恵、伊藤瑞希、本多みゆき、柴田志郎                                                 | 石井百合子、高原修司 |
| #09  | curse/cornered  | 吉村清子 | 朴性厚         | 森邦宏                | 和田伸一、高乘陽子、富永拓生、柴田志郎、本多みゆき、村長由紀、佐野譽幸、王維慶、吉田正幸 | 秋田學               |
| #10  | oath/meaning    | 金田一明 | 朴性厚         | 朴性厚                | 朴性厚、石井百合子、西澤千恵、佐野譽幸、窪敏、吉田正幸、田中誠輝                         | 秋田學               |
| #11  | lay/key         | 村越繁   | 下司泰弘       | 下司泰弘              | 柴田志郎、村長由紀、本多みゆき、近藤高光、DR MOVIE、李少雷、劉雲留、無錫極速蜗牛動画     | 秋田學               |
| #12  | FOX/GOD         | 吉村清子 | 朴性厚         | 赤井方尚              | 赤井方尚、高乘陽子、佐野譽幸、冨永拓生、西澤千恵、和田伸一                               | 秋田學               |
| #13  | GOD/GOD         | 吉村清子 | 朴性厚         | 朴性厚                | 佐野誉幸、和田伸一、西澤千恵、赤井方尚、吉田正幸、高乘陽子、かどともあき                 | 秋田學               |

### 播放電視台
日本深夜動畫：下文記載的日本国内播放時間使用日本標準時間（UTC+9）表示。因為部分時間标识會採用30小时制，因此請留意这类超过24:00的时间，其實際播放時間為翌日清晨。
| 播放日期              | 播放時間                           | 播放電視台 | 播放區域 | 備註                                            |
| --------------------- | ---------------------------------- | ---------- | -------- | ----------------------------------------------- |
| 2020年7月6日－9月28日 | 星期一 23:30 - 24:00               | AT-X       | 日本全國 | 日本衛星放送（CS數碼廣播） 節目有重播、字幕播出 |
| 2020年7月7日－9月29日 | 星期二 00:00 - 00:30（星期一深夜） | TOKYO MX   | 東京都   |                                                 |

| 播放地區   | 播放電視台                     | 播放日期                 | 播放時間             | 類型     | 備註                                       |
| ---------- | ------------------------------ | ------------------------ | -------------------- | -------- | ------------------------------------------ |
| 台灣       | 巴哈姆特動畫瘋、KKTV、bilibili | 2020年7月6日－9月28日    | 星期二 24:00 更新    | 網絡點播 | [ 註 1 ]                                   |
| 中國大陸   | 優酷                           | 2020年7月6日－9月28日    | 星期二 24:00 更新    | 網絡點播 | [ 註 2 ] [ 註 3 ]                          |
| 香港、澳門 | 木棉花香港YouTube頻道          | 2020年7月13日－10月5日   | 星期二 24:00 更新    | 網絡點播 | 第2集起同步更新                            |
| 台灣       | i-Fun動漫台                    | 2020年7月10日－10月2日   | 星期五 23:00 - 23:30 | 寬頻電視 | 中華電信MOD内頻道 逢週四同時間重播當周集數 |
| 台灣       | 東森電影台                     | 2021年11月5日 - 11月12日 | 星期五 21:00-24:00   | 有線電視 | 連續兩週播出六集 中日雙語播出              |

## 註譯
1. ↑  部分內容由於涉及血腥暴力，會被列為限制級。
2. ↑  大量涉及血腥的畫面被二度加工，以黑幕、白光遮掩。
3. ↑  部分話數以傳輸介質問題為由延遲更新。

## 外部連結
- 《高校之神》 LINE WEBTOON （页面存档备份，存于）（繁體中文）
- 《高校之神》 NAVER WEBTOON
- 電視動畫《高校之神》官方網站 （页面存档备份，存于）（日語）
- 電視動畫《高校之神》的X（前Twitter）（日語）